# Trip-Brunnen

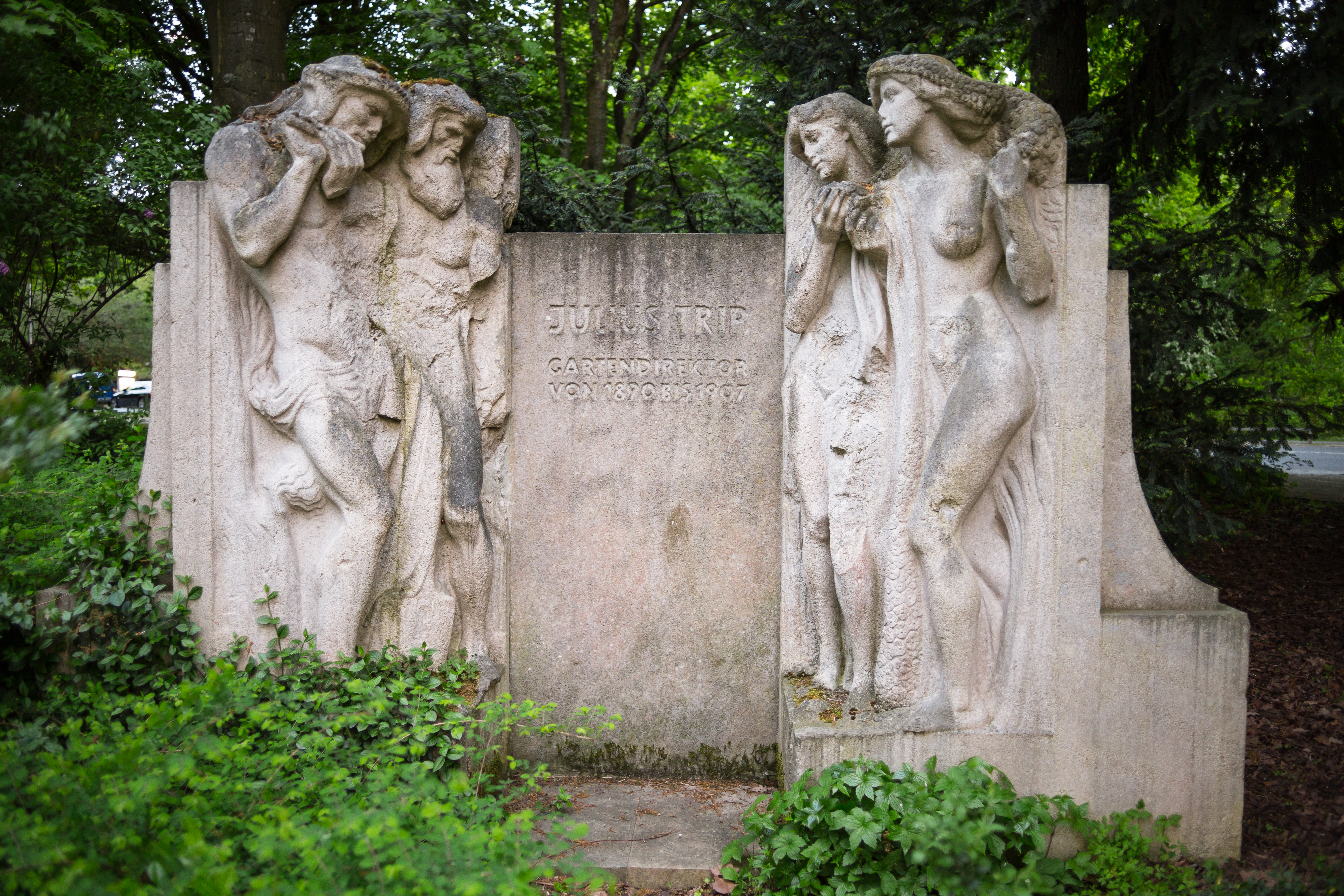
Der heute als Denkmal an den Gartendirektor Julius Trip erinnernde ehemalige Trip-Brunnen

Der Trip-Brunnen nahe der Culemannstraße im Maschpark von Hannover ist heute ein an den städtischen Gartenbaudirektor Julius Trip erinnerndes Denkmal. Als Sinnbild künstlerischen Gartenbaus stehen die aus Muschelkalk gehauenen vier Figuren, zwei weibliche und zwei männliche, zugleich als Allegorien für Bäume, Buschwerk, Wiesen und Blumen.

## Geschichte
Nach dem Ableben von Julius Trip, der das Gartenbauamt von 1890 bis zu seinem frühen Tod im Jahr 1907 geleitet hatte, erging durch einen städtischen Ausschuss zur Errichtung eines Gartendirektor Trip-Denkmals ein Spendenaufruf an die Einwohner Hannovers, der schon im Mai des Folgejahres den konkreten Plan für die Errichtung des Personendenkmals mit einer großzügigen Ruhebank zur Folge hatte: „Eine solche der Allgemeinheit dienende und den Spaziergänger erfreuende Anlage sei nicht zuletzt deshalb im Sinne Trips, weil diesem die Schaffung von Erholungsplätzen stets am Herzen gelegen habe.“
Schließlich erhielt der hannoversche Bildhauer Georg Herting den Auftrag zur Schaffung der im Mai 1910 aufgestellten Anlage. Sie war ursprünglich mit zwei Laufstrahlen und einem Brunnenbecken versehen sowie mit zwei links und rechts an die Figurengruppe angrenzenden, monumentalen Sitzbänken.
Aus der Rückwand des Denkmals ergossen sich zwischen den Figuren zwei Laufstrahlen aus einer – heute nicht mehr vorhandenen – Quelle in ein kleines Becken.

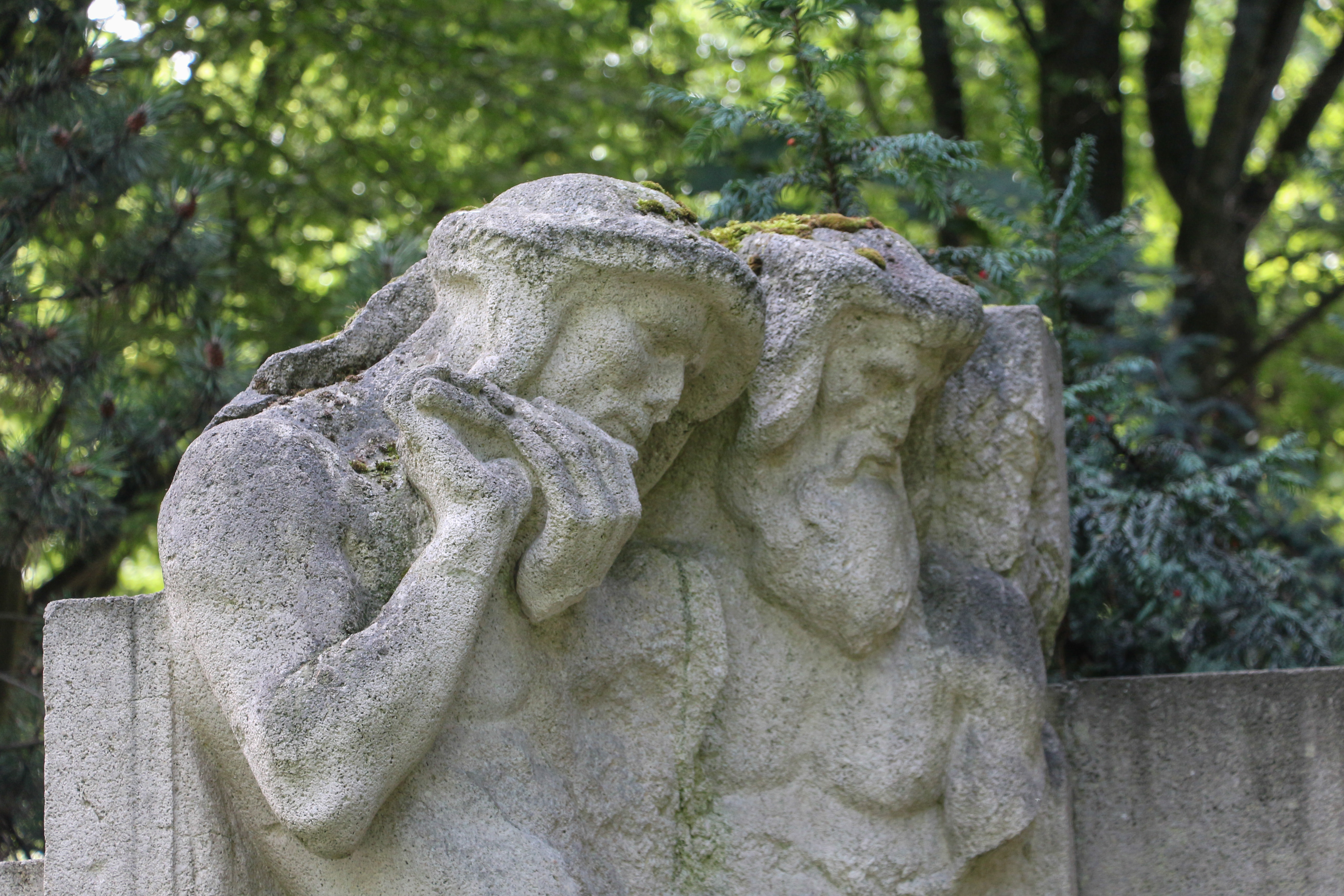
Oberkörper der männlichen Gestalten

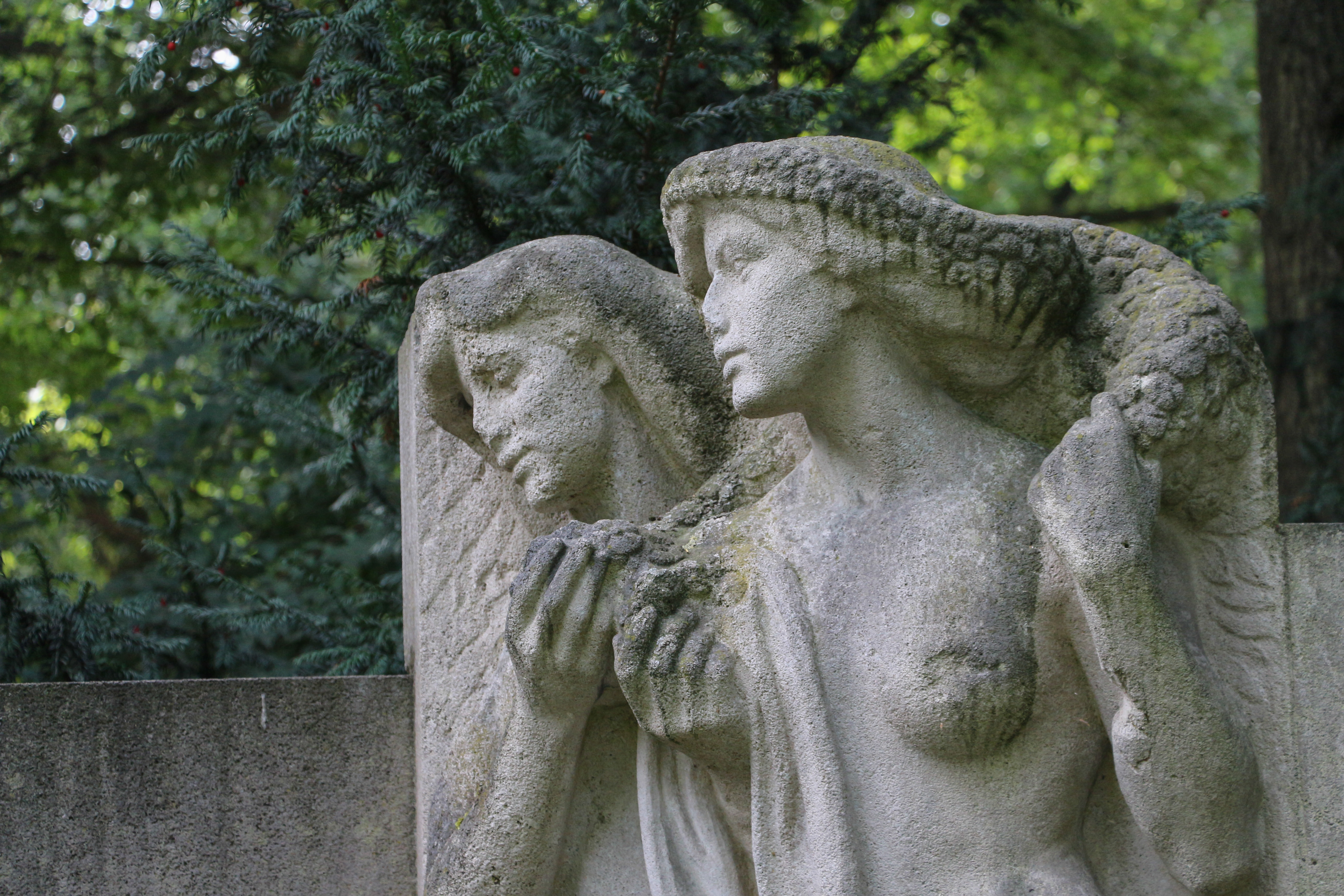
Die beiden weiblichen Allegorien

Während der Luftangriffe auf Hannover im Zweiten Weltkrieg wurde der Brunnen durch den Abwurf von Fliegerbomben beschädigt. Die Platte mit dem Wasserauslass stürzte um.
In der Nachkriegszeit plädierte 1950 der damalige Oberstadtdirektor, Karl Wiechert, für die Beseitigung der gesamten Anlage. Doch das Gartenamt konnte sich durchsetzen, wenigstens eine Erinnerung an seinen ehemaligen Leiter zu erhalten. So wurde die umgestürzte Wasserplatte – gleiches Material war damals offenbar nicht zu beschaffen – durch eine andere, „trockene Platte“ ersetzt. Die Bänke wurden abgenommen, das Wasserbecken zugeschüttet. Schließlich wurde die Anlage, nun ohne Brunnen und Bänke, 1957 in ihrem heutigen Zustand wieder hergerichtet.